# Lillian Dove-Willcox

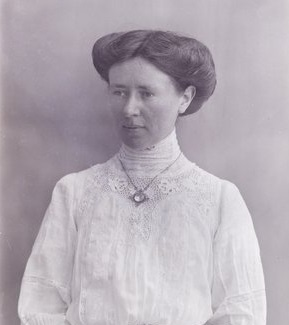
Lillian Dove-Willcox, 1911

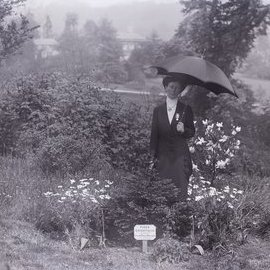
Dove-Willcox beim Setzen eines Baumes im Garten von Eagle House, 1911

Lillian Mary Dove-Willcox, geborene Dugdale, später Buckley (* 25. Januar 1875 in Bedminster, Bristol; † 1963 in Ealing, London) war eine englisch-britische Suffragette und Mitglied von Emmeline Pankhursts persönlicher Leibwache.

## Leben
Dove-Willcox wurde als drittes von vier Kindern von Elizabeth Moore und Alfred Dugdale geboren. Sie heiratete 1903 Arnold William Dove-Willcox, einen Manager in einer Lederfabrik, der aber 1907 starb. 1908 trat sie dem Westengland-Zweig der Women’s Social and Political Union (WSPU) in Bristol bei.
Im folgenden Jahr wurde sie am 29. Juni 1909 in der Lobby des House of Commons verhaftet, nachdem sie versucht hatte, im Namen der WSPU zu lobbyieren. Sie wurde zu einem Monat Haft im Holloway Prison verurteilt, aber frühzeitig entlassen, nachdem sie in den Hungerstreik getreten war. Sie und Theresa Garnett wurden später wegen Angriffs auf einen Wärter im Holloway Prison ein weiteres Mal verurteilt. Sie trat erneut in den Hungerstreik, um aus einer zehntägigen Haftstrafe entlassen zu werden. Sie kehrte nach Bristol zurück, wo sie zusammen mit der zukünftigen Polizistin Mary Sophia Allen und Annie Kenney am Bahnhof von einer Gruppe von Unterstützerinnen empfangen wurde.
Dove-Wilcox wurde 1910 wie viele andere Suffragetten nach Eagle House, das Haus der Familie Blathwayt in Batheaston, Somerset, eingeladen. Eagle House wurde auch „Suffragette’s Rest“ genannt, weil Emily und Mary Blathwayt selbst Suffragetten waren und auch der Vater die Bewegung unterstützte. Die Besucherinnen wurden eingeladen, im Garten von  Eagle House, in Annie’s Arboretum (nach Annie Kenney) einen Baum zum Gedenken an ihren Gefängnisaufenthalt für die Sache zu setzen. Dove-Wilcox pflanzte eine Kaukasus-Fichte und eine Bleiplakette wurde installiert, um das Ereignis am 9. Mai 1910 zu dokumentieren.
Wie die Blathwayts bot auch Dove-Wilcox in ihrem Cottage im Wye Valley Suffragetten, darunter der extremen Mary Richardson Unterkunft an. Richardson war Dove-Willcox ergeben und schrieb ihr das Gedicht The Translation of the Love I Bear Lillian Dove. Dove-Wilcox übernahm 1911 von Annie Kenney die Leitung der WSPU-Zweigstelle in Westengland und organisierte den Boykott der Volkszählung 1911 in Trowbridge. Sie zeigte ihre Loyalität gegenüber den Pankhursts, indem sie Mitglied von Emmeline Pankhursts persönlicher Leibwache wurde. Als Pankhurst am 9. März 1913 in Glasgow verhaftet wurde, gelang es ihr, mit demselben Zug wie sie nach Süden zu reisen. Zwei Tage später wurde sie im House of Parliament verhaftet und zu einem weiteren Monat Gefängnis verurteilt.
Im Zuge der Uneinigkeiten über den Kurs der Bewegung ab 1913, schloss sich Dove-Wilcox Sylvia Pankhurst und denen an, die eine sozialistischere Ausrichtung wollten und die East London Federation of Suffragettes (ELFS) gründeten.
Im Juni 1914 heiratete Dove-Willcon den Journalisten Reginald Ramsden Buckley. Das Ehepaar bekam eine Tochter, Diana Gabrielle Buckley.
Nachdem Frauen ab 1928 den Männern im Wahlrecht gleichgestellt waren, die Suffragetten ihr Ziel also erreicht hatten, gründete unterstützte Dove-Wilcox Edith How-Martyn und Lilian Lenton in der Suffragette Fellowship, die die Geschichte der Frauenrechtsbewegung dokumentierte und deren Sammlung den Grundstock der heutigen Suffragette Fellowship Collection im Museum of London bildete.
Dove-Willcox starb 1963 in Ealing.